# Вича (деревня)
 Вича  — деревня в Тоншаевском муниципальном округе Нижегородской области.

## География
Деревня находится в северо-восточной части Нижегородской области, на расстоянии приблизительно 1 километр по прямой на юго-восток от посёлка Тоншаево, административного центра района.

## Население
Постоянное население составляло 9 человек (русские 56 %, мари 44 %) в 2002 году, 6 в 2010.

## История
До 2020 года входила в состав городского поселения Рабочий посёлок Тоншаево до его упразднения.